# Benedetto De Lisi (1831)
Benedetto De Lisi o Delisi (Palermo, 31 gennaio 1831 – Palermo, 8 settembre 1875) è stato uno scultore italiano.

## Biografia

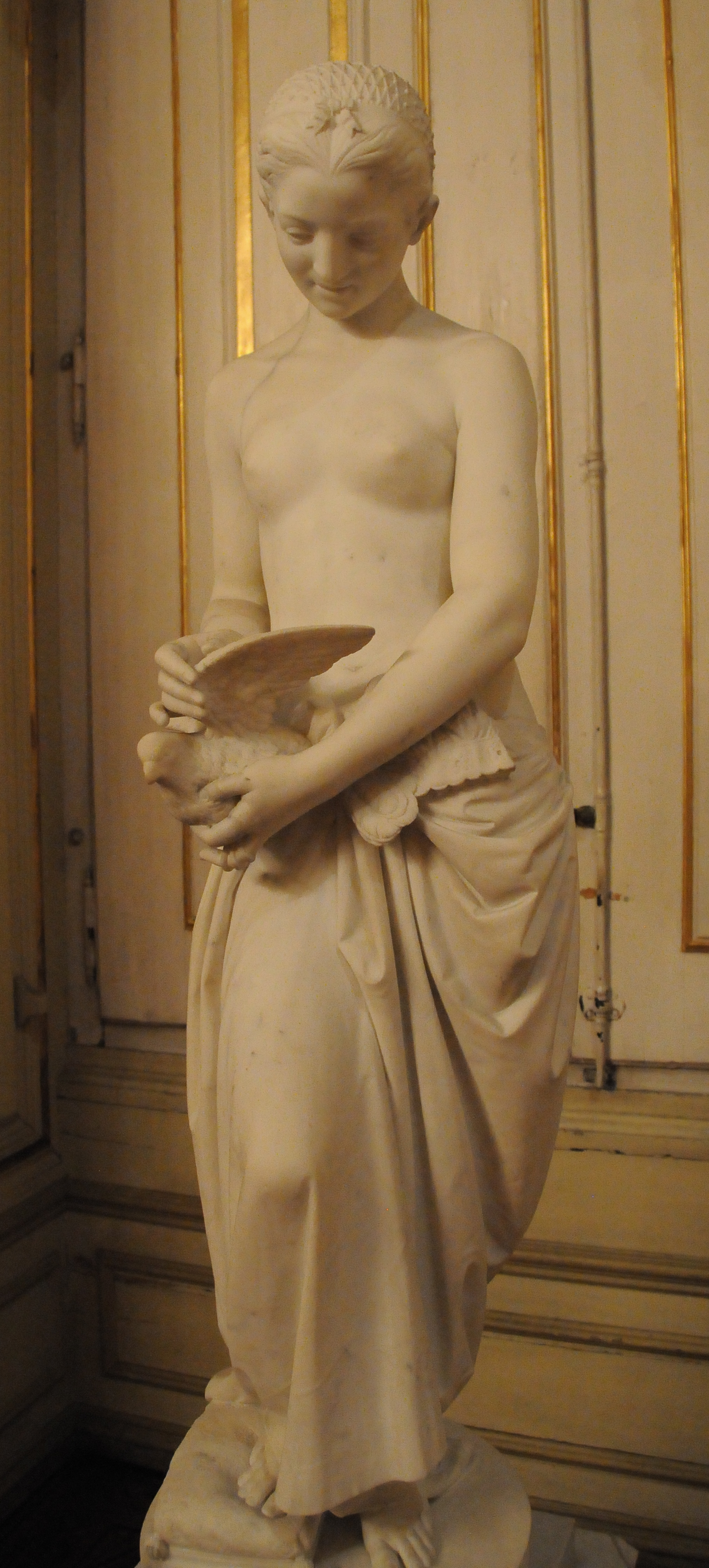
Ragazza con piccione

Nacque da Stefano De Lisi e Rosalia Romano. Studiò nelle botteghe di due scultori palermitani neoclassici: Valerio Villareale e Nunzio Morello. Ottenendo impressioni positive come disegnatore e operatore plastico, l'amministrazione di Palermo gli consegnò un pensionato che gli permise di soggiornare prima a Napoli e poi a Roma, dove si applicò nella conoscenza dei modelli antichi, scultura greco-romana, ma anche di seguire le moderne correnti di rinnovamento artistico, come l'opera di Tenerani.
Rimpatriò nel 1859, iniziando a lavorare in proprio e via via facendosi un nome come ritrattista, di busti e monumenti funerari per la nobiltà isolana, e dove irradiò la sua presenza in molteplici mostre ed esposizioni tipiche e nazionali. Nel 1861, per la Prima Esposizione Italiana di Firenze, realizzò due manufatti marmorei: Generale Garibaldi, oggi posizionato in Piazza Marina, nella città natale; e l'Ingenuità (perduto).
Nel pieno della sua carriera e della fama raggiunta, Benedetto De Lisi morì. Pur non avendo mai dato prova di sintesi e novità, la sua opera fu a lungo celebrata e la sua figura lodata dai romantici della Penisola.
Tra le postume presentazioni pubbliche dedicate alla sua produzione: l'Esposizione Nazionale di Napoli del 1877; la II Mostra del Sindacato siciliano fascista degli artisti del 1929.
Due dei suoi figli (Stefano e Domenico), così come l'omonimo nipote Benedetto De Lisi, seguirono le sue orme.
Tra le figure che formò da maestro il genero Antonio Ugo, Domenico Trentacoste, Giuseppe Frattallone e Benedetto Civiletti.

## Opere principali

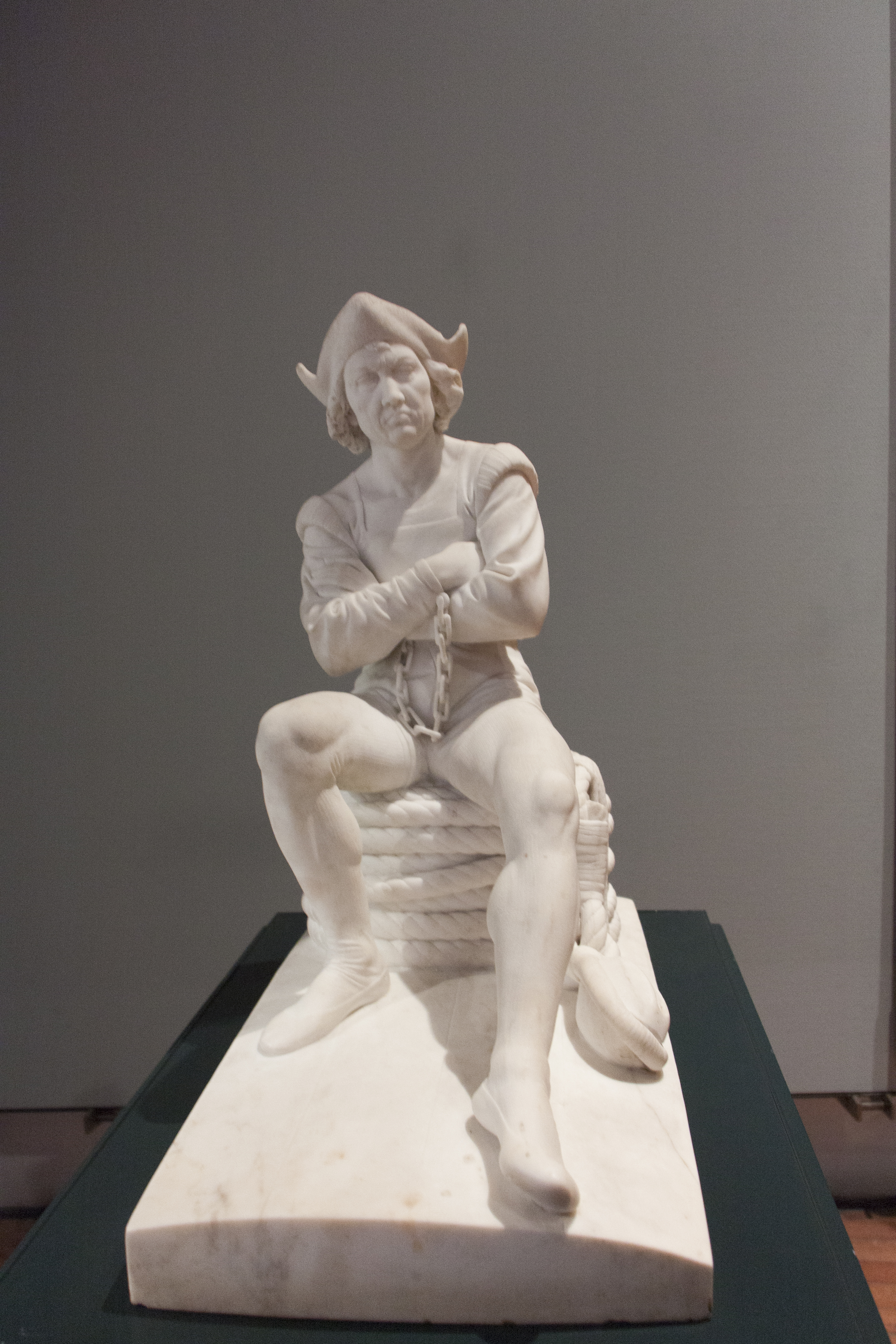
Cristoforo Colombo in catene

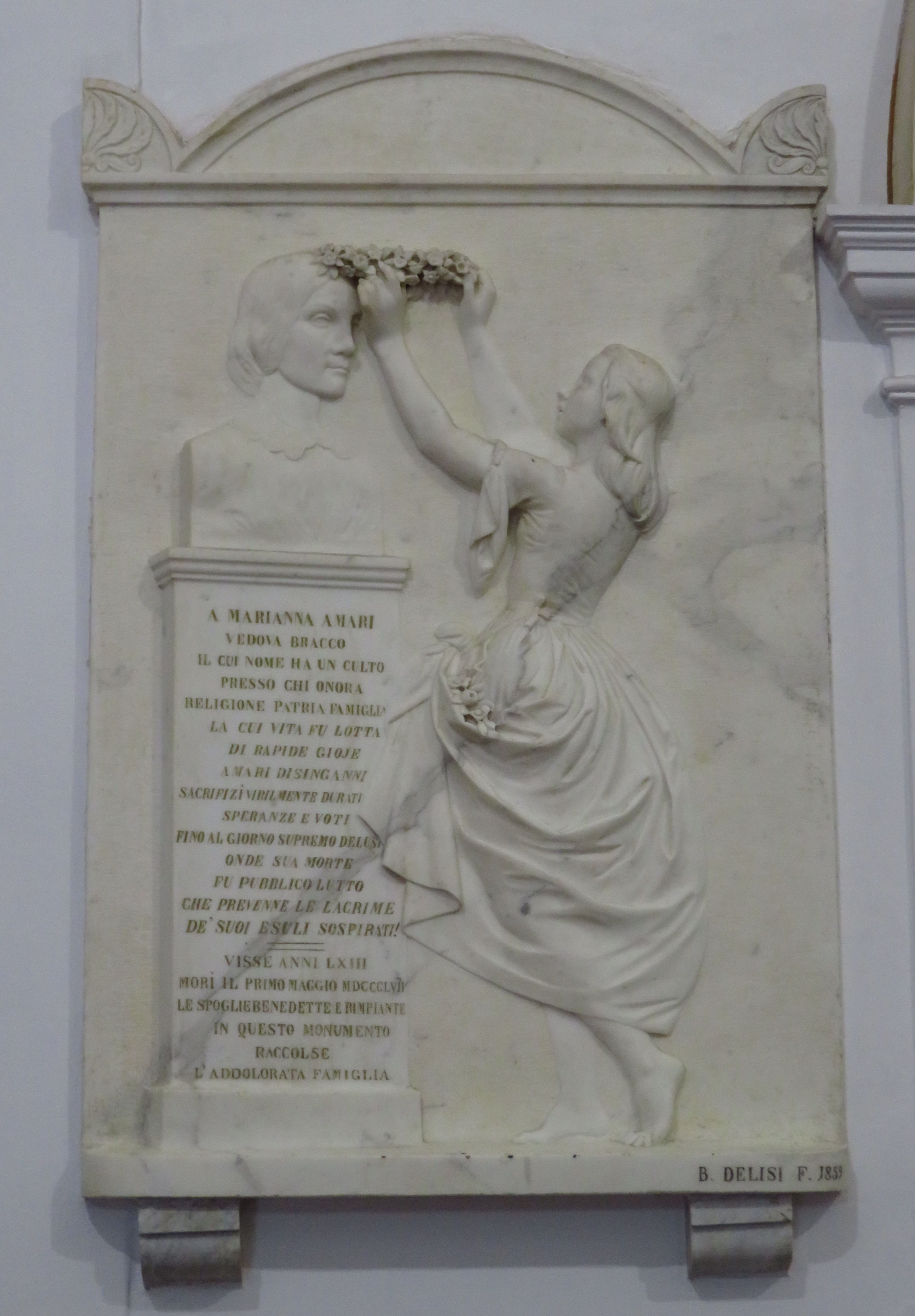
Lapide di Marianna Amari nella chiesa di Santa Maria della Pace

- Monumento a Ruggero Settimo (1865), Piazza Politeama, Palermo
- il monumento a Vincenzo Florio (1870), Museo del Risorgimento, Palermo
- Attribuzione dei gruppi scultorei L'Annunciazione, La Natività e il Profeta Isaia (1874), per la cappella dell'Immacolata della chiesa di Sant'Ignazio all'Olivella, Palermo
- Busto di Garibaldi, Giardino Inglese, Palermo
- Busto di Nino Bixio, Giardino Inglese, Palermo
- Busto di Gioachino Rossini, Villa Giulia, Palermo
- Busto di Gaetano Donizetti, Villa Giulia, Palermo
- Busto di Ugo Foscolo, Chiostro di San Domenico, Palermo
- Busto di Antonio Starabba, Palazzo Pretorio, Palermo
- Busto di Pietro Bonanno, Palazzo Pretorio, Palermo
- Busto di Giovanni Burgio, patrizio mazarese, Villa Jolanda, Mazara del Vallo (1813 – 1871)
- L'angelo di Moore, Galleria d'Arte Moderna, Palermo
- Cristoforo Colombo in catene, Galleria d'Arte Moderna, Palermo
- La giaele (perduto)
- La cartaginese (perduto)
- Il fabbroferraio (perduto)

## Opere funerarie
- Lapide funeraria di Marianna Amari (1859), Chiesa di Santa Maria della Pace, Palermo
- Tomba di Emanuele Bellia (1861), Chiesa di San Domenico, Palermo
- Tomba di Narciso Cozzo (1861), Chiesa di San Domenico, Palermo
- Tomba di Franco Maccagnone, principe di Granatelli (1862), Chiesa di San Domenico, Palermo
- Tomba del pittore Giovanni Patricolo (1862), Chiesa di San Domenico, Palermo
- Tomba di Domenico Lo Faso, duca di Serradifalco (1864), Chiesa di San Domenico, Palermo
- Medaglione della stele funeraria di Giuseppina Zalapi (1868), Chiesa di Santa Maria di Gesù, Palermo
- Il monumento a Giovanna e Ebe Favier (1870), rispettivamente moglie e figlia di Giuseppe Federico Favier, Cimitero dei Rotoli, Palermo
- Sepolcro di Raffaele De Benedetto (1870), Chiesa di San Domenico, Palermo
- Leone (1870) davanti alla cappella Florio, Cimitero di Santa Maria di Gesù, Palermo
- Medaglione del monumento a Luigi Mercantini (1873), Cimitero di Santa Maria di Gesù, Palermo
- Sarcofago di Ewan Christian (1871), Cimitero acattolico ai Rotoli, Palermo
- Monumento funerario di Mario Pancari Leni (1875), Basilica di San Giovanni Battista, Vittoria[1]
- Monumento funerario a Nicolas Joachim de Moukhine (1876), Cimitero acattolico ai Rotoli, Palermo